# Deposito locomotive di Civitavecchia Porta Tarquinia
Il deposito locomotive di Civitavecchia Porta Tarquinia è stato un impianto ferroviario dedicato alla sosta, manutenzione e rifornimento di locomotive.

## Storia
Il deposito di Civitavecchia Porta Tarquinia venne inaugurata come rimessa delle locomotive e successivamente convertita a officine alla riparazione di carri merci. Continuò il suo servizio fino alla sua chiusura il 1º marzo 2009.